# Zacapa (tỉnh)

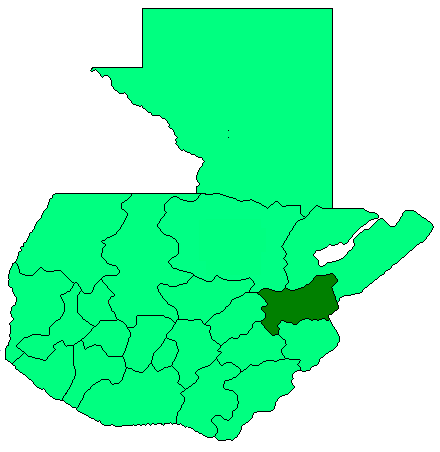
Zacapa

Zacapa là một trong 22 tỉnh của Guatemala, giáp biên giới với tỉnh Copán của Honduras. Tỉnh này có diện tích 2690 km², dân số năm là 200.167 người. Tỉnh lỵ là thành phố Zacapa.

## Các đô thị
1. Cabañas
2. Estanzuela
3. Gualán
4. Huité
5. La Unión
6. Río Hondo
7. San Diego, Zacapa
8. Teculután
9. Usumatlán
10. Zacapa